# Alexander Lowen
Alexander Lowen (23 de diciembre de 1910, Nueva York-28 de octubre de 2008, New Canaan) fue un médico y psicoterapeuta estadounidense, conocido principalmente por sus estudios sobre análisis bioenergético.
Estudió con Wilhelm Reich desde 1940 a 1952, año en el que empezó a dedicarse a la práctica profesional de la psicoterapia, y en 1956 fundó el Institute for Bioenergetic Analysis. También fue conferenciante, profesor y formador de psicoterapeutas.

## Trayectoria
Alexander Lowen cursó primero estudios de derecho en la Brooklyn Law School y posteriormente estudios de medicina en la Universidad de Ginebra donde se doctoró en 1951.
En 1940 entró en contacto con Wilhelm Reich, el cual ya se encontraba instalado en Estados Unidos e impartía cursos sobre análisis del carácter. Después de un periodo de trabajo con el empezó, en colaboración con John Pierrakos, su propia forma de terapia psicocorporal, el análisis bioenergético, conocido a veces como bioenergética.
En 1956 fundó con sus primeros colaboradores, entre los que se encontraba Alice Khan Ladas, el International Institute for Bioenergetic Analysis con el objetivo de garantizar la formación de psicoterapeutas analistas bioenergéticos.
Bastante antes de conocer a Reich, Lowen ya se había sentido atraído por la relación existente entre mente y cuerpo, tema sobre el que había investigado con interés. Según afirma, dicho interés se debía a su propia experiencia en las actividades físicas deportivas y en la calistenia, o técnica gimnástica destinada al desarrollo muscular. Durante los años treinta se dedicó a estudiar a fondo la teoría de la Euritmia de Jacques Dalkroze y la Relajación Progresiva de Jacobson. Todo ello corroboró su fuerte convicción de que el hombre podía influir en sus actitudes mentales si trabajaba de forma sistemática y con métodos adecuados su propio cuerpo. Pero Lowen consideraba que a estas teorías les faltaba todavía algo importante.

## Obra
Lowen fue autor de catorce obras así como de numerosos artículos y otros resúmenes profesionales:
- The Language of the Body (1958)
- Love and Orgasm (1965)
- The Betrayal of the Body (1967)
- Pleasure (1970)
- Depression and the Body: The Biological Basis of Faith and Reality (1972)
- Bioenergetics (1975)
- The Way to Vibrant Health: A Manual of Bioenergetic Exercises, co-author Leslie Lowen (1977)
- Fear of Life (1980)
- Narcissism: Denial of the True Self (1984)
- Love, Sex and Your Heart (1988)
- The Spirituality of the Body (1990)
- Joy (1995)
- Honoring the Body: The Autobiography of Alexander Lowen, M.D. (2004)
- The Voice of the Body (2005)

## Edición en castellano
- La depresión y el cuerpo (1972), Alianza Editorial.
- El lenguaje del cuerpo: dinámica física de la estructura del carácter (1985), Herder.
- El amor, el sexo y la salud del corazón (1991), Herder.
- La experiencia del placer (1994), Paidós Ibérica.
- El narcisismo: la enfermedad de nuestro tiempo (2000), Paidós Ibérica.
- Ejercicios de bioenergética (2003), Sirio.
- Amor y orgasmo: una guía revolucionaria para la satisfacción sexual (2006), Kairós.
- Honrar al cuerpo: Autobiografía Alexander Lowen (2012), Sirio.